# Topolitsa
Topolitsa (bulgariska: Тополица) är ett distrikt i Bulgarien.   Det ligger i kommunen Obsjtina Ajtos och regionen Burgas, i den östra delen av landet, 300 km öster om huvudstaden Sofia.
Trakten runt Topolitsa består till största delen av jordbruksmark. Runt Topolitsa är det ganska tätbefolkat, med 54 invånare per kvadratkilometer.